# Изолированная точка кривой

Изолированная точка в начале координат (кривая описана в тексте статьи)

Изолированная точка кривой (англ. acnode) — тип особой точки, координаты которой удовлетворяют уравнению алгебраической кривой.
Изолированные точки обычно находят при изучении плоских алгебраических кривых над не алгебраически замкнутыми полями, определяемых как множество нулей многочлена от двух переменных. Например, уравнение
{\displaystyle f(x,y)=y^{2}+x^{2}-x^{3}=0\;}
имеет изолированную точку в начале координат {\displaystyle \mathbb {R} ^{2}}, поскольку оно эквивалентно
{\displaystyle y^{2}=x^{2}(x-1)}
а {\displaystyle x^{2}(x-1)} неотрицательно при {\displaystyle x} ≥ 1 или {\displaystyle x=0}.  Таким образом, над полем вещественных чисел уравнение не имеет решений для {\displaystyle x<1}, за исключением (0, 0).
В отличие от вещественного поля уравнение над полем комплексных чисел не имеет изолированной точки в начале координат, поскольку квадратный корень из отрицательных чисел существует.
Изолированная точка является особой точкой функции: обе частные производные {\displaystyle {\frac {\partial f}{\partial x}}} и {\displaystyle {\frac {\partial f}{\partial y}}} обращаются в этой точке в ноль. Более того матрица Гессе вторых производных будет положительно опредёлённой или отрицательно определённой.